# Eucynorta conigera
Eucynorta conigera is een hooiwagen uit de familie Cosmetidae.